# Bonyhai Gábor
Bonyhai Gábor (Kecskemét, 1941. augusztus 22. – Budapest, 1996. június 26.) magyar irodalomtörténész, filozófus, esztéta, irodalomelméleti kutató, szakfordító. Az irodalomtudományok kandidátusa (1972).

## Életpályája
A József Attila Tudományegyetem Bölcsészettudományi Karán 1966-ban szerzett magyar–német szakos tanári oklevelet. Ugyanebben az évben védte meg bölcsészdoktori értekezését. Bernáth Árpáddal és a fiatalon meghalt Kanyó Zoltánnal együtt Halász Előd legtehetségesebb tanítványai közé tartozott. Az egyetem elvégzését követően előbb a szegedi Egyetemi Könyvtár munkatársa, ill. szakreferense (1966), majd az MTA Irodalomtörténeti Intézet Irodalomelméleti Osztályának tudományos segédmunkatársa (1967–1969), később tudományos munkatársa (1969–1972), s végül tudományos főmunkatársa (1973–1996). Vélhetőleg Tolnai Gábor kezdeményezésére, világnézetét megszilárdítandó, a Szovjetunióba küldték disszertálni. 1968 és 1971 között moszkvai Lomonoszov Egyetem Világirodalmi Tanszékének aspiránsa volt. Irodalomtudományi CSc-fokozatát 1971-ben Moszkvában nyerte el. (Az MTA 1972-ben nosztrifikálta a Moszkvában szerzett tudományos fokozatot.)

## Munkássága
Bonyhai beható ismerője volt az európai filozófiának és a német filológiának. Logikával, strukturalizmussal és tudományelmélettel, majd szemiotikával foglalkozott. Roman Ingarden sok szempontból a strukturális és a hermeneutikai hagyományokat ötvöző fenomenológiai irodalomelmélete nyitott utat számára a heideggeri lételmélet és a gadameri filozófiai hermeneutika felé. Bonyhai finom érzékenységgel és gyakran bravúros könnyedséggel ülteti át magyarra a német nyelvű filozófiai és irodalomelméleti szakirodalmat. Sajátosan magyar szemléletét tükrözi az a fajta szellemtörténeti jelentőség, melyet az általa újra fölfedezett Popper Leó munkásságának tulajdonít. Saját hermeneutikai fordulata fordításai nyomán elővételezte és megalapozta nemzedékének hermeneutikai fordulatát is. Bonyhai fordítói és elméletközvetítői munkásságának a szó szoros értelmében alapvető jelentősége volt abban, hogy a kései Kádár-kor átideologizált irodalomszemléletét az értelmezői szerepre és a befogadó kitüntetettségére nyitott gondolkodói áramlatok válthatták föl. Az ő fordításai kulcsszerepet játszottak abban a fordulatban, "mely az új nemzedékek számára a tájékozódás szabadságát biztosította." Azáltal ugyanakkor, hogy Bonyhai Hans Robert Jauß figyelmét 1980-ban egy kongresszus során fölhívta Popper művészetfilozófiájára, nem csak egyoldalú közvetítőnek bizonyult, hanem megadatott neki az is, hogy magyar impulzussal gazdagítsa a nyugat-európai tudományos diskurzust.
Bonyhai Gábor fiatalkori írásaival jelentős mértékben hozzájárult a hazai Thomas Mann-kutatáshoz is.

## Főbb művei
- Az értékek rendszere Thomas Mann "A kiválasztott" című regényében. Budapest, Akadémiai Kiadó 1974
- Cselekményrendszer és értékrendszer. In: LITERATURA 1974
- Poétika és irodalomtörténet. In: LITERATURA 1975
- Thomas Mann alkotómódszeréről. In: LITERATURA 1976
- Egy metahermeneutika lehetőségéről. In: In: LITERATURA 1977/3-4
- Az irodalomelmélet logikai-szemantikai változásai. In: LITERATURA 1980/2
- Hermeneutika és morfológia. In: LITERATURA 1984/1
- Bonyhai Gábor összegyűjtött munkái, 1-2.; szerk., sajtó alá rend., előszó Veres András; Balassi, Bp., 2000

## Fordításai
- Hermann, Nicolai: Esztétika. Az utószót Szigeti József írta. (Budapest 1977)
- Ingarden, Roman: Az irodalmi műalkotás. Az utószót Bojtár Endre írta. (Budapest 1977)
- Popper Leó: Esszék és kritikák. Szerk., az utószót írta Tímár Árpád. (Budapest 1983)
- Gadamer, Hans-Georg: Igazság és módszer. Egy filozófiai hermeneutika vázlata. Fordította és az utószót írta. (Budapest 1984; Sapientia humana. A fordítást átnézte és felfrissítette Fehér M. István. 2. jav. kiad. 2003)
- Gadamer, Hans-Georg: A szép aktualitása. Tanulmányok. Vál. Bacsó Béla. (Athenaeum Könyvek, Budapest 1994)
- Szondi, Peter: Bevezetés az irodalmi hermeneutikába. (Athenaeum Könyvek, Budapest 1996)
- Igazság és módszer. Egy filozófiai hermeneutika vázlata; ford. Bonyhai Gábor; 2. jav. kiad.; Osiris, Bp., 2003 (Sapientia humana)